# Darugachi

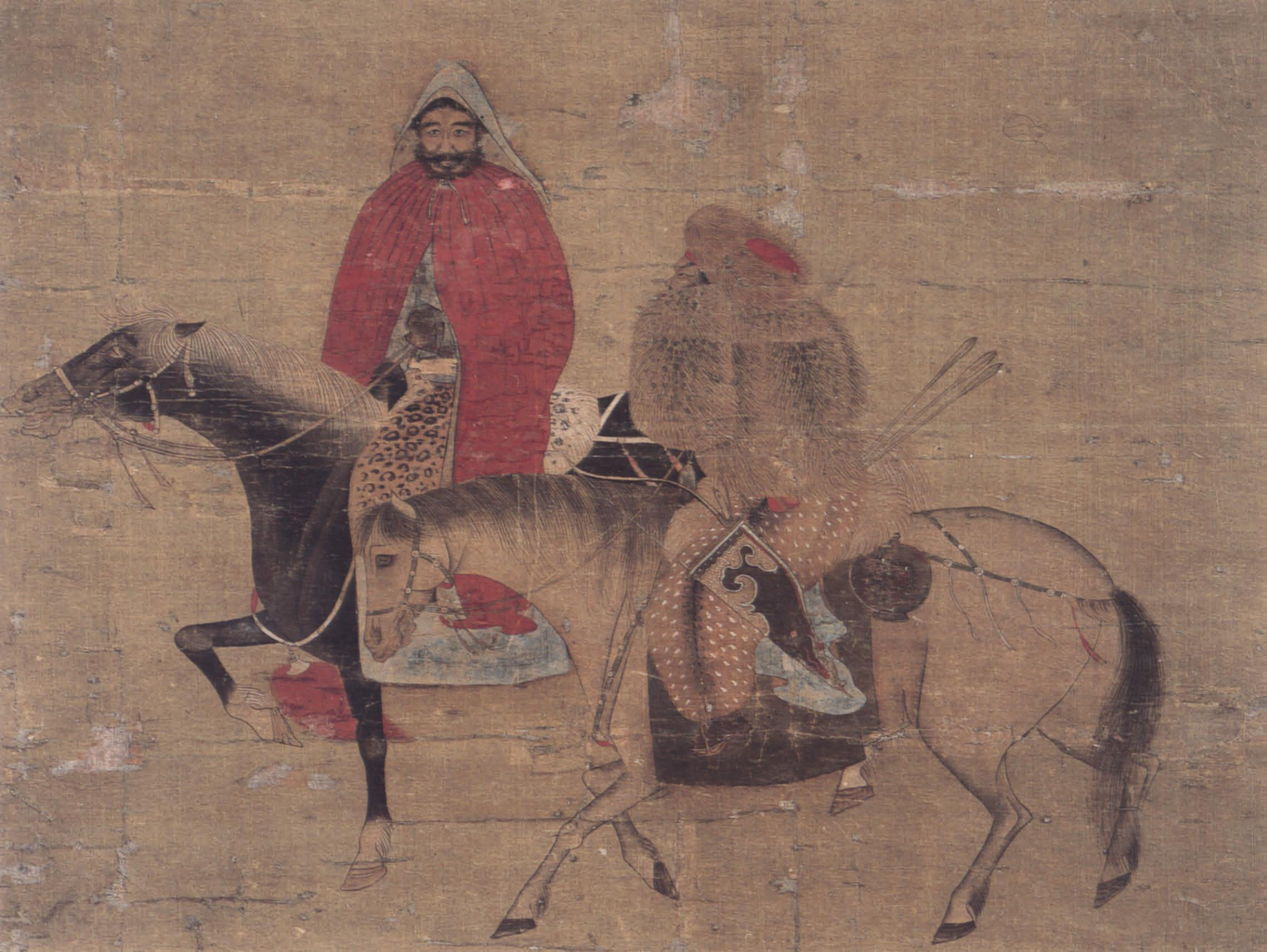
Cavalier mongol chevauchant aux côtés d'un administrateur. Peinture sur soie de l'époque Yuan. Collection Art et Histoire, prêtée à la Arthur M. Sackler Gallery

Les darugachi ou darugači (du mongol : ᠳᠠᠷᠤᠭᠠᠴᠢ, cyrillique : Даргач, MNS : darugachi, ISO 9 : darugači), du terme daruga auquel est ajouté -chi/či, parfois orthographié darugha/darughachi(pluriel :darugha,,) ; sont des administrateurs civils en charge des impôts et de l'administration de l'Empire mongol, puis de la Dynastie Yuan en Chine, et de quelques autres régions restées sous contrôle mongol, au XIIIe siècle et XIVe siècle. Ce terme signifie gardien du sceau ou responsable du seau des documents (daru- signifiant presser, estamper) et, est parfois décrit dans la littérature comme gouverneur. 

## Poste administratif
Le terme en langue turque baskak désigne quant à lui un gouverneur militaire, qu'il faut sans doute davantage rapprocher du terme mongol de tammači. Il faut noter que baskak n'est utilisé que par les sources en langue turque et qu'il n'apparaît pas dans les sources mongoles. 
Le radical tamma dans tammači vient probablement, comme le décrit Ch'i-chi'ing Hsiao, du chinois tanma （探马 / 探馬, tànmǎ) signifiant « cheval d'éclaireur ». Yang Zhiqiu décrivait déjà ce terme sous la dynastie Tang. Paul Buelle a supposé que cela pouvait venir du tibétain mTha-ma signifiant la fin, la limite, la frontière au Xe siècle, mais ce terme est apparu plus tardivement en tibétain, et il n'y a pas de raison pour qu'à cette époque (1211), les Mongols aient choisi un terme tibétain pour la dénomination de leur structure.
On appelle darugha, la subdivision administrative dirigée par le darughachi.

## Traductions
Voici quelques traductions, chez les peuples touchés par la domination de l'Empire mongol :
- arménien : ostikans[7]
- chinois simplifié : 达鲁花赤 ; chinois traditionnel : 達魯花赤 ; pinyin : dálǔhuāchì ; Wade : ta-lu-hua-ch'ih ou 达噜噶齐 / 達噜噶齐, dálūgáqí
- coréen : 다루가치, darugaci.
- persan : داروغه ; darougheh ou shaḥna[7]
- Wylie : da ra kha che

## Histoire

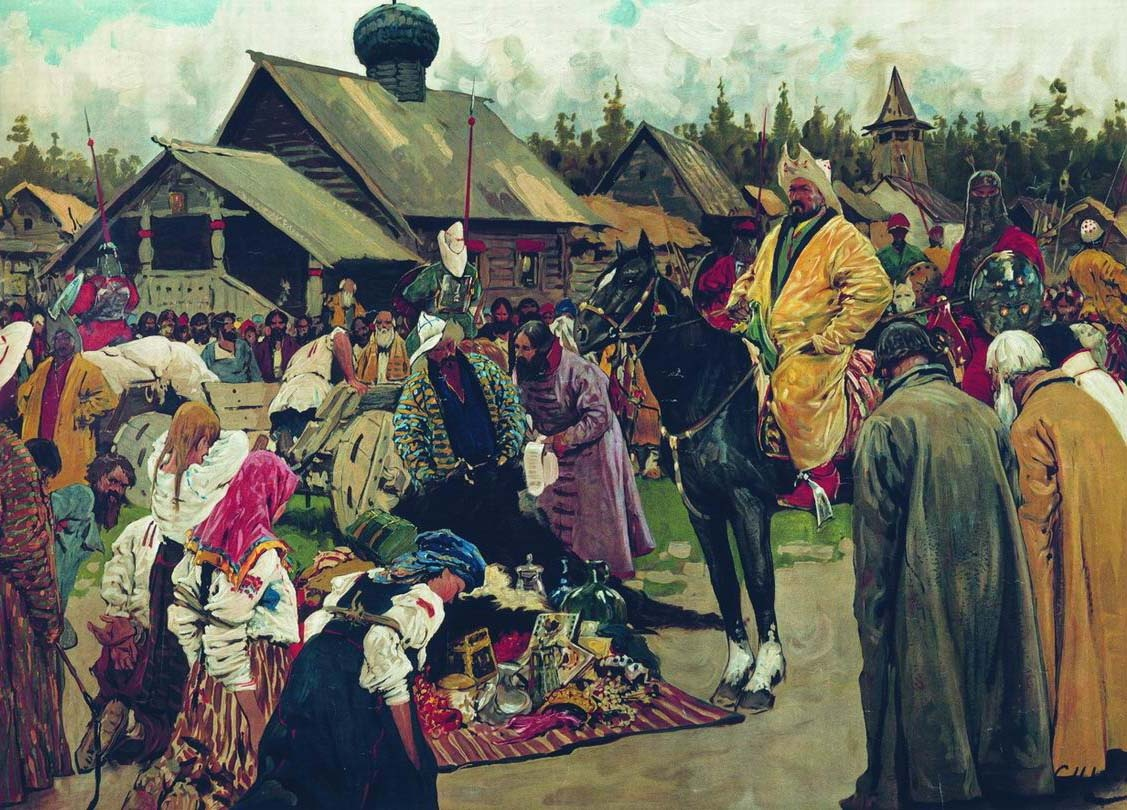
Darugachi de la Horde d'or dans une ville de l'ancienne Rus' de Kiev

Ce titre a été établi sous le règne de Gengis Khan à partir de 1211. Selon l'Histoire secrète des Mongols, après l'invasion et la conquête des pays des kiptchaks et des Rus' entre 1237 et 1240, Ögödei place des daruγačin et des tammačin pour gouverner les peuples dont les villes sont Ornas, Saḳsīn, Bulgar et Kiev. Et lorsqu'il défait la dynastie Jin (1115-1234) (Chin), il place un alginči, des tammačin et des darugačin à Nanging et Jungdu.
Sous la dynastie Yuan, il est remplacé par le titre de Zhangguan (长官 / 長官, zhǎngguān). On en trouve un pour chaque subdivision administrative, où il cumule les fonctions de gouverneur et de chef des armées. Ce titre est aussi donné à une personne à la tête d'un bureau du gouvernement central. Cette charge incombe généralement à un Mongol, probablement à un Semu, garantissant ainsi la conservation du pouvoir au sein des Mongols. Certaines autres populations peuvent toutefois posséder un titre administratif aux fonctions proches.
Selon les textes de Yanghe, rédigés en dialecte ouïghour de Tourfan, une importante somme d'or et d'argent doit être versée lorsque le darugha de Tourfan est remplacé,.
Dans les sources russes, les darughachi sont presque toujours appelés basiha (zh) ou, au pluriel, basihaki. Ils apparaissent au XIIIe siècle, peu après la conquête mongole, mais ce poste est supprimé par les dirigeants de la horde d'Or en 1328 et c'est le Grand Prince de Vladimir (généralement le prince de Moscou) qui devient le collecteur d'impôts du khan et le gendre impérial (kürgen), chargé de recueillir le dan, ou tribut, des principautés de la Russie pour le compte de la Horde d'Or.
Au XIIIe siècle, les chefs des Darughas Mongols sont en poste à Vladimir et à Bagdad. L'Empire mongol tente également d'envoyer des darughachi dans le royaume de Goryeo en 1231, après la première des six invasions. Selon certains rapports, 72 darughachi sont envoyés et les garnisons militaires mongoles présentes en Corée se replient. Cependant, les rébellions répétées et la résistance continue du royaume coréen à la domination Mongole compliquent la tâche des darughachi, voir leur simple présence sur place. C'est ainsi que les premiers darughachi stationnés en Corée sont tous tués par les soldats du Goryeo au cours de l'été 1232. Bien qu'il subsiste des interrogations sur le nombre réel de darughachi présents en Corée pendant la période ou la péninsule est sous la domination plus ou moins directe des Mongols ; les sources les plus fiables, y compris le Goryeo-sa, indiquent qu'au moins quelques darughachi sont présents au Goryeo pendant cette période. 
Après 1921, le mot darga (« patron »), soit l'équivalent en Khalkha de darugha, remplace le nom d'origine aristocratique noyan comme terme désignant les hauts fonctionnaires en Mongolie.

### Consacrés au sujet
- (en) Elisabeth Endicott-West, Mongolian rule in China : local administration in the Yuan dynasty, Cambridge MA, London, Harvard University Press, 1989, 217 p. (ISBN 0-674-58525-9)
- (ja) 渡部 洋, 松川 節, 小野 浩, 古松 崇志, 石野 一晴, 毛利 英介, 伴 真一朗, 清水 奈都紀, « 漢文・モンゴル文対訳「達魯花赤竹君之碑」(1338年)訳註稿 利用統計を見る », 大谷大学真宗総合研究所研究紀要, 大谷大学真宗総合研究所, no 29,‎ 31 mars 2012, p. 107-238 (ISSN 1343-2753, lire en ligne) (Sino-Mongolica 1. Les inscriptions sino-mongoles de 1338 en mémoire de ǰigüntei : Transcription, traduction et commentaires).
- (en) Donald Ostrowski, « The tamma and the Dual-Administrative Structure of the Mongol Empire », Bulletin of the School of Oriental and African Studies, University of London, vol. 61, no 2,‎ 1998, p. 262-277 (DOI 10.1017/S0041977X0001380X, présentation en ligne)

### Sujets en relation
- (en) R.H. Britnell, Pragmatic literacy, East and West, 1200-1330, The Boydell Press, 1997, 264 p. (ISBN 978-0-85115-695-8, lire en ligne), p. 223
- (en) Abdurishid Yakup, The Turfan Dialect of Uyghur, Otto Harrassowitz Verlag, 2005 (lire en ligne), p. 300
- (en) Bayarsaikhan Dashdondog, The Mongols and the Armenians (1220-1335), Leiden, Boston, Brill, 2011 (lire en ligne), chap. 4 (« Darughachis in Greater Armenia »), p. 100-120